# Jesús Araque
Jesús Alberto Araque Ruiz (Venezuela) es un político venezolano, quien fue alcalde del Municipio Libertador de Mérida desde 2021 hasta 2025 por el Partido Socialista Unido de Venezuela (PSUV).

## Carrera

### Consejo Legislativo de Mérida
En 2016 presentó una demanda contra el entonces alcalde del municipio Libertador, Carlos García Odón por difamación, sin embargo, no se presentó en la audiencia, alegando una hospitalización por bronquitis, con lo cual García fue sobreseído inicialmente. El abogado de García alegó que dicha hospitalización era falsa y presentó fotografías del diario Frontera de aquel día donde, según dijo, «se pueda apreciar claramente» a Jesús Araque.
En 2017 Araque se juramentó como parte del Consejo Legislativo de Mérida con el PSUV, ente que presidió a partir de 2020. En 2018 votó para cambiar el himno del estado Mérida.
En septiembre de 2021 publicó un obituario tras la muerte del cardenal Jorge Urosa Savino, dedicándoselo a su supuesta esposa e hijos, lo que despertó revuelo en redes sociales, y borrando el comunicado poco después, declarando posteriormente que había sido un «error de su equipo de diseño».

### Alcalde del municipio Libertador
En 2021 se presentó a las elecciones regionales de ese año, resultando electo alcalde del municipio Libertador con 28.624 votos, un 42,92%. La transferencia de equipamientos entre el gobierno de Alcides Monsalve y el gobierno de Araque fue controvertido, pues Monsalve aseguró que su gobierno hizo entrega de diez camiones compactadores para recolección de desechos sólidos, mientras que Araque negó haberlos recibido.
Bajo su gestión, en agosto de 2022 el Mercado principal de Mérida fue remodelado, añadiéndosele a este unas letras en la fachada con su nombre, «Jesús», decisión que causó malestar entre los dueños de los negocios y polémica en la ciudad al ser este un edificio histórico.
En diciembre de 2022 tuvo desacuerdos con los transportistas en torno a los precios del transporte público que se tradujeron en aumentos de precios no consensuados.
Fue acusado en abril de 2023 por el antiguo alcalde Alcides Monsalve ante la Contraloría por malversación de fondos, debido a la reducción del presupuesto público para el aseo urbano de poco más de 2 millones de dólares en 2022 a 238.000 dólares en 2023, pidiendo investigar la presunta desaparición de al menos un millón de dólares.
En julio de 2023 le dio las llaves de la ciudad de Mérida al fiscal general de la república Tarek William Saab por su «trayectoria como luchador social, humanista y revolucionaria» y «trabajo transparente en la defensa de los derechos humanos».
Actualmente conduce un programa de radio llamado Audiencia abierta.